# 29132 Bradpitt
29132 Bradpitt este o planetă minoră (asteroid), cu un diametru de 3,089 km, din centura de asteroizi. A fost descoperită pe 22 ianuarie 1987 la Observatorul La Silla de Eric Walter Elst. 
Obiectul prezintă o orbită caracterizată de o semiaxă mare de 2,5437371 UAi, o excentricitate de 0,25, o înclinație de 5,46565 ° în raport cu ecliptica.